# Tammy Jackson
Tammy Jackson (n. 3 decembrie 1962, Gainesville, Florida, SUA) este o baschetbalistă ce a reprezentat Statele Unite ale Americii, medaliată olimpică. A participat la o ediție a Jocurilor Olimpice (1992) în care a câștigat o medalie de bronz.